# Embalse de Montearagón

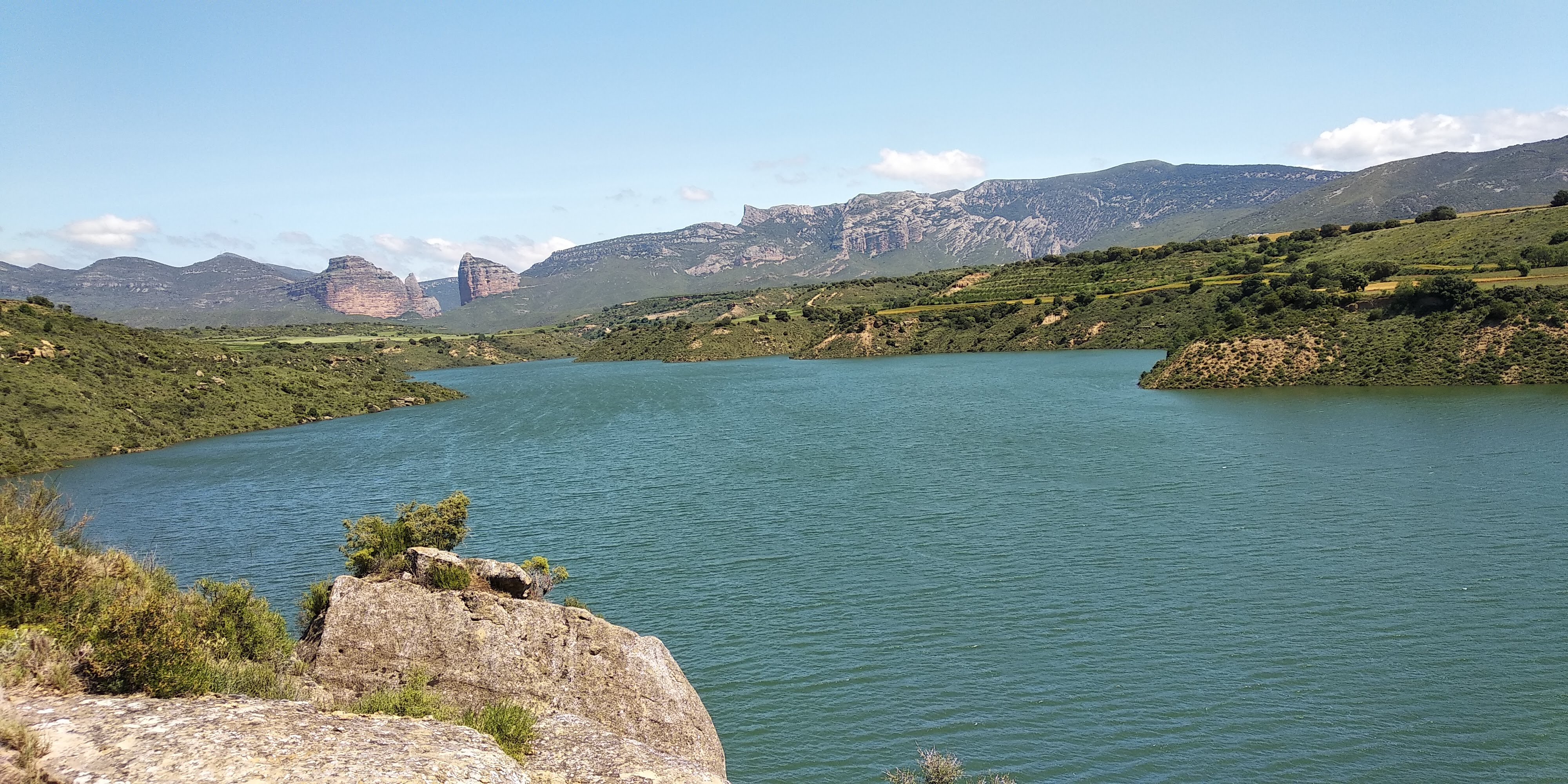

El embalse de Montearagón es un embalse español situado en la Hoya de Huesca. Recoge las aguas del río Flumen. Se encuentra dentro de los términos municipales de Huesca y Loporzano.